# Trương Minh Chiến
Trương Minh Chiến (sinh năm 1955) là đại biểu Quốc hội Việt Nam khóa XIII, thuộc đoàn đại biểu Bạc Liêu.

## Tiểu sử
Ngày sinh: 15/5/1955
Giới tính: Nam
Dân tộc: Kinh
Tôn giáo: Không
Quê quán: Xã Vĩnh Thanh, huyện Phước Long, Bạc Liêu
Trình độ chính trị: Cao cấp lý luận chính trị
Trình độ chuyên môn: Cử nhân luật
Nghề nghiệp, chức vụ: Phó Bí thư Tỉnh ủy; Trưởng đoàn đại biểu Quốc hội khóa XIII tỉnh Bạc Liêu
Nơi làm việc: Văn phòng Tỉnh ủy Bạc Liêu
Ngày vào đảng: 1/7/1975
Nơi ứng cử: Bạc Liêu
Đại biểu Quốc hội khoá: XIII
Đại biểu chuyên trách: Không
Đại biểu Hội đồng nhân dân: Đại biểu HĐND tỉnh V, VI, VII, VIII nhiệm kỳ 2011 - 2016